# Володін Микола Андрійович
Микола Андрійович Володін (25 липня 1936, село Хотьково, тепер Шабликінського району Орловської області, Російська Федерація — 21 березня 2017, місто Орел, Російська Федерація) — радянський державний діяч, 1-й секретар Орловського обласного комітету КПРС, голова Орловської обласної ради народних депутатів. Член ЦК КПРС у 1990—1991 роках. Народний депутат Російської РФСР (1990—1993). Член Ради Федерації Федеральних Зборів Російської Федерації (1996—2002).

## Життєпис
У 1958 році закінчив Глазуновський сільськогосподарський технікум Орловської області.
У 1958—1961 роках — 2-й секретар, 1-й секретар Глазуновського районного комітету ВЛКСМ Орловської області; 2-й секретар Орловського обласного комітету ВЛКСМ.
Член КПРС з 1959 року.
У 1961—1962 роках — старший агроном Орловського обласного тресту радгоспів.
У 1962—1965 роках — секретар партійного комітету (парткому) радгоспу «Жиляївський» Орловської області; інспектор-парторганізатор парткому Орловського виробничого колгоспно-радгоспного управління.
У 1965 році — інструктор Орловського районного комітету КПРС; секретар партійного комітету (парткому) Всесоюзного науково-дослідного інституту зернобобових культур у місті Орлі.
У 1965—1974 роках — директор радгоспу «Куликовський» Орловського району Орловської області.
У 1972 році закінчив Всесоюзний сільськогосподарський інститут заочної освіти в місті Балашиха.
У 1974—1981 роках — голова виконавчого комітету Орловської районної ради народних депутатів Орловської області.
У 1981—1984 роках — 1-й секретар Мценського міського комітету КПРС Орловської області.
У 1984 — 25 вересня 1989 року — секретар Орловського обласного комітету КПРС з питань сільського господарства.
25 вересня 1989 — 14 серпня 1991 року — 1-й секретар Орловського обласного комітету КПРС.
Одночасно з 4 березня 1990 по 1993 рік — народний депутат Російської Федерації, входив до складу фракції «Комуністи Росії» і в блок «Російська єдність».
У березні 1990 — 9 жовтня 1993 року — голова Орловської обласної ради народних депутатів.
У березні 1994 року обраний депутатом Орловської обласної Думи, а в квітні 1994 року став її головою. У квітні 1998 року був знову обраний депутатом, потім — головою Орловської обласної ради народних депутатів (правонаступника обласної Думи).
З 1996 року — член Ради Федерації Федеральних Зборів РФ, обіймав посади заступника голови Комітету з питань соціальної політики та секретаря Рахункової комісії Ради Федерації. 14 жовтня 1998 року підписав звернення членів Ради Федерації до Президента Б. М. Єльцину з вимогою добровільної відставки. У січні 2002 року склав повноваження члена Ради Федерації РФ відповідно до закону про новий порядок формування верхньої палати російського парламенту та обранням до нього представника від органу законодавчої влади Орловської області.
У березні 2002 року Микола Володін був утретє обраний депутатом, потім — головою Орловської обласної ради народних депутатів. Обіймав цю посаду до квітня 2007 року.
Потім — на пенсії. Помер 21 березня 2017 року в місті Орлі, похований на Наугорському цвинтарі Орла.

## Нагороди і звання
- орден «За заслуги перед Вітчизною» IV ст. (Російська Федерація) (6.08.1997)
- орден Пошани  (Російська Федерація) (1.10.2005)
- орден Жовтневої Революції
- орден Трудового Червоного Прапора
- орден «Знак Пошани»
- медаль «За перетворення Нечорнозем'я РРФСР»
- медаль «За доблесну працю. В ознаменування 100-річчя з дня народження Володимира Ілліча Леніна» (1970)
- Почесний громадянин Орловської області (2.03.2007)